# Амлодипин
Амлодипин (Amlodipine) във вид на сол на бензенсулфоновата киселина (безилат), метансулфоновата киселина (мезилат) или малеиновата киселина (малеат) е дълго-действащ блокер на калциевите канали (от дихидропиридинов клас) използван при антихипертензивно лечение и при лечението на стенокардия. Подобно на останалите блокери на калциевите канали, амлодипинът действа като отпуска гладката мускулатура на артериалната стена, вследствие на което намалява периферната резистентност и така снижава кръвното налягане; при стенокардия той повишава кръвотока към сърдечния мускул.
Амлодипин се продава под търговското име Norvasc от Пфайзер, и под формата на генерични продукти, например Nordipin от Чайкафарма.

## Индикации и контраиндикации
Амлодипин се предписва при индикации като хипертония и за профилактика на стенокардия. Трябва да се предписва и употребява с повишено внимание при чернодробна недостатъчност и бременност. Контраиндикации за лекарството са състояния като кардиогенен шок, нестабилна стенокардия, значима аортна стеноза, както и кърмене.
При хипертония или ангина дозата е 5 до 10 mg ведъж дневно, като първоначално лечението може да започне с ниски дози от порядъка на 2,5 mg дневно.

## Странични ефекти
Възможно е настъпването на следните странични ефекти при употреба на амлодипин:
- много често: периферен едем (оток на краката и глезените) – при 1 от 10 пациента
- често: замаяност, тахикардия, болки в стомаха, мускулите или главата, диспепсия, гадене – при 1 от 100 пациента
- понякога: кръвни проблеми, развитие на гинекомастия при мъжете, импотентност, депресия, безсъние, тахикардия – при 1 от 1000 пациента
- рядко: променливо настроение, хепатит, жълтеница – при 1 от 10 000 пациента
- много рядко: хипергликемия, тремор, синдром на Стивън-Джонсън – при 1 от 100 000 пациента

## Лекарствен метаболизъм и екскреция
Амлодипинът се метаболизира почти изцяло до неактивни метаболити. 10% от непромененото лекарство и 60% от метаболитите му се изхвърлят с урината.

## Лекарствен патент
Патентовата защита на Pfizer върху амлодипин изтича през втората половина на 2007 г. На пазара са налични голям брой генерични аналози на Norvasc под различни търговски наименования.